# Galyatetői Nagyszálló
A galyatetői Nagyszálló Magyarország legmagasabban fekvő nagy szállodája, magaslati üdülőhely öt hektáros parkkal, vadaskerttel. Az eredeti uszodát modern wellness-részleggel is kiegészítették.

## Története
A 130 szobás nagyszálló a második világháború előtti háborús konjunktúra idején, 1937-39 között épült állami luxusberuházásként. Fő építőanyaga a Mátra jellegzetes vulkáni kőzete, az andezit volt. Napfényes délkeleti frontján erkélyek sorakoznak, ahonnan kitűnő kilátás nyílik a Kékesre. Zárt lőpályát is építettek hozzá. Az épület és a vendégek alapvető szükségleteinek áramellátását szükség esetén generátorral is biztosítani lehet, amire 2014 decemberében, a nagy jégkárok idején is napokig szükség volt.
A galyatetői kis római katolikus templom a Nagyszállóval összefüggésben épült, a vendégek lelki igényeinek kielégítésére. 1942-ben szentelték fel.  
Számos híres, rendszeres vendége volt nem csak a politikai és a gazdasági, hanem a kulturális elit köréből is, mint Karády Katalin és Kodály Zoltán. A zeneszerző Amerikából hazatérve 1942 tavaszát Galyatetőn töltötte.
A második világháború után szakszervezeti kezelésbe került, SZOT-beutalóval lehetett igénybe venni. 1948. júniusától „Közép-Európa legfényesebb üdülőjében” élmunkások üdülhettek itt, közülük is elsőbbséget élveztek a vasasok és a bányászok. 1954-től azonban inkább gyógyszállóként működött, és fokozatosan újra egyre inkább az elit használatába került. 1954-ben a Szakszervezetek Országos Tanácsa utasította az üdülő vezetőségét, hogy a 108-as és az abból nyíló 107-es erkélyes szobákat tartsa fenn Kodály Zoltán és felesége pihenése céljaira. Évente többször is üdültek itt, egy-egy alkalommal általában tíz napot. 
Az 1990-es években a Hunguest Hotels vállalat tulajdonába került, és négycsillagos wellness-szállóvá alakították. 2009-ben modern konferencia-központot is kialakítottak benne.
2014 decemberében a szálló parkjában is nagy károkat okozott a jeges eső utáni jégtörés, csakúgy, mint a Mátrában általában és országszerte sokfelé.
2020 márciusában bezárták a koronavírus miatt, majd áprilisban úgy döntött a Hunguest Hotels, hogy felújítják, el is kezdték, de végül nem folytatták. 2021 nyarán a Hunguest Hotels eladta a Nagyszállót. Az új tulajdonos 2023-as állapot szerint egyelőre nem folytatta a felújítást. Így azóta Kodály Zoltán Emlékterem kivételével minden helyiség üresen áll. Az épületben az átalakítási és bővítési munkák 2024. októberében kezdődtek meg. A jelenlegi tervek szerint a várható befejezés 2026. április 30. 

## Megközelítése
Galyatető Pásztó és Gyöngyös, a 21-es főút és a 24-es főút felől is megközelíthető, a 2408-as számú úton. A Nagyszálló a településen átvezető út felől a Kodály Zoltán sétányon érhető el, amely országos közútként a 24 115-ös számozást viseli és a szálloda előtti buszfordulónál van a végpontja.

## Képgaléria

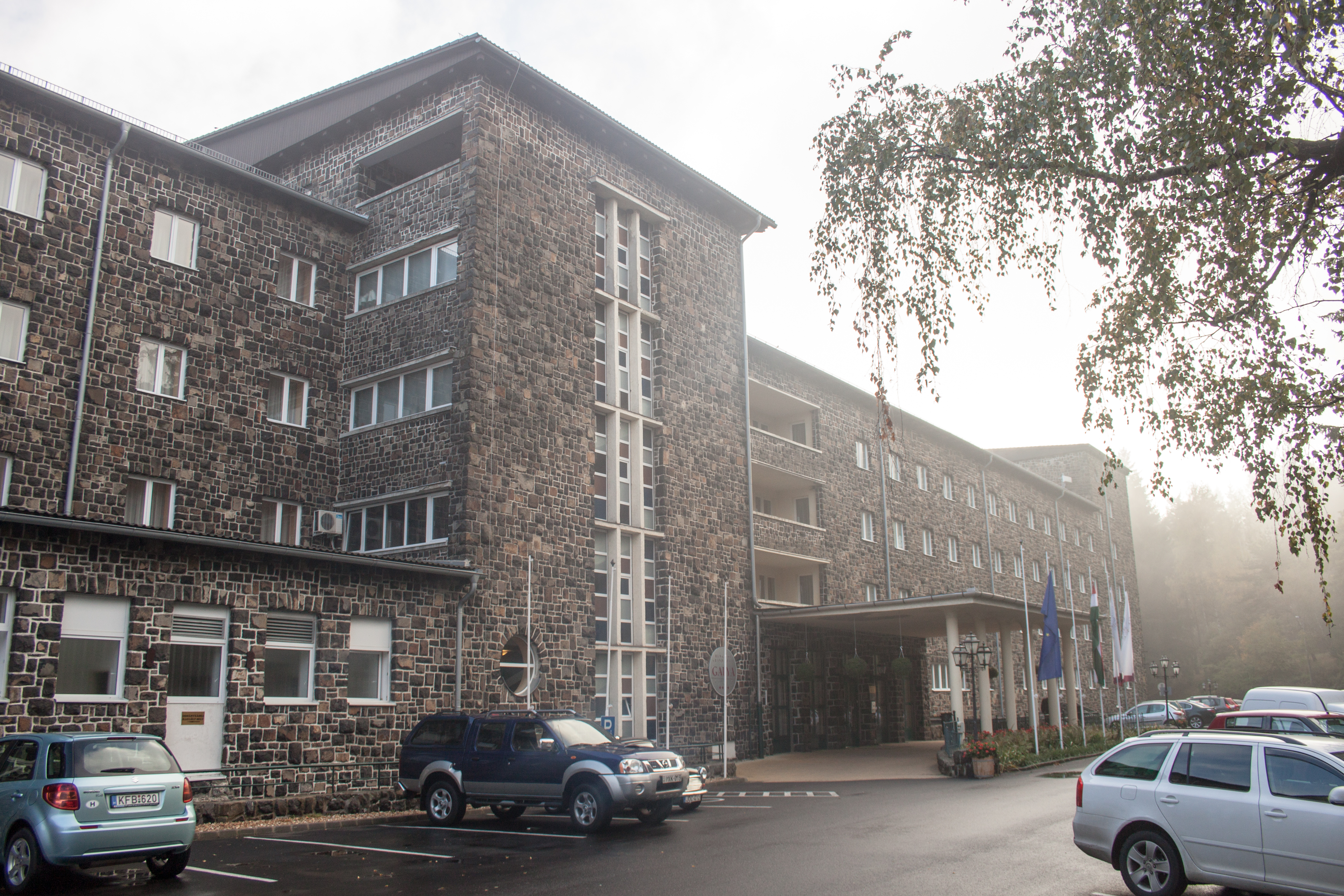
A főbejárat ködben
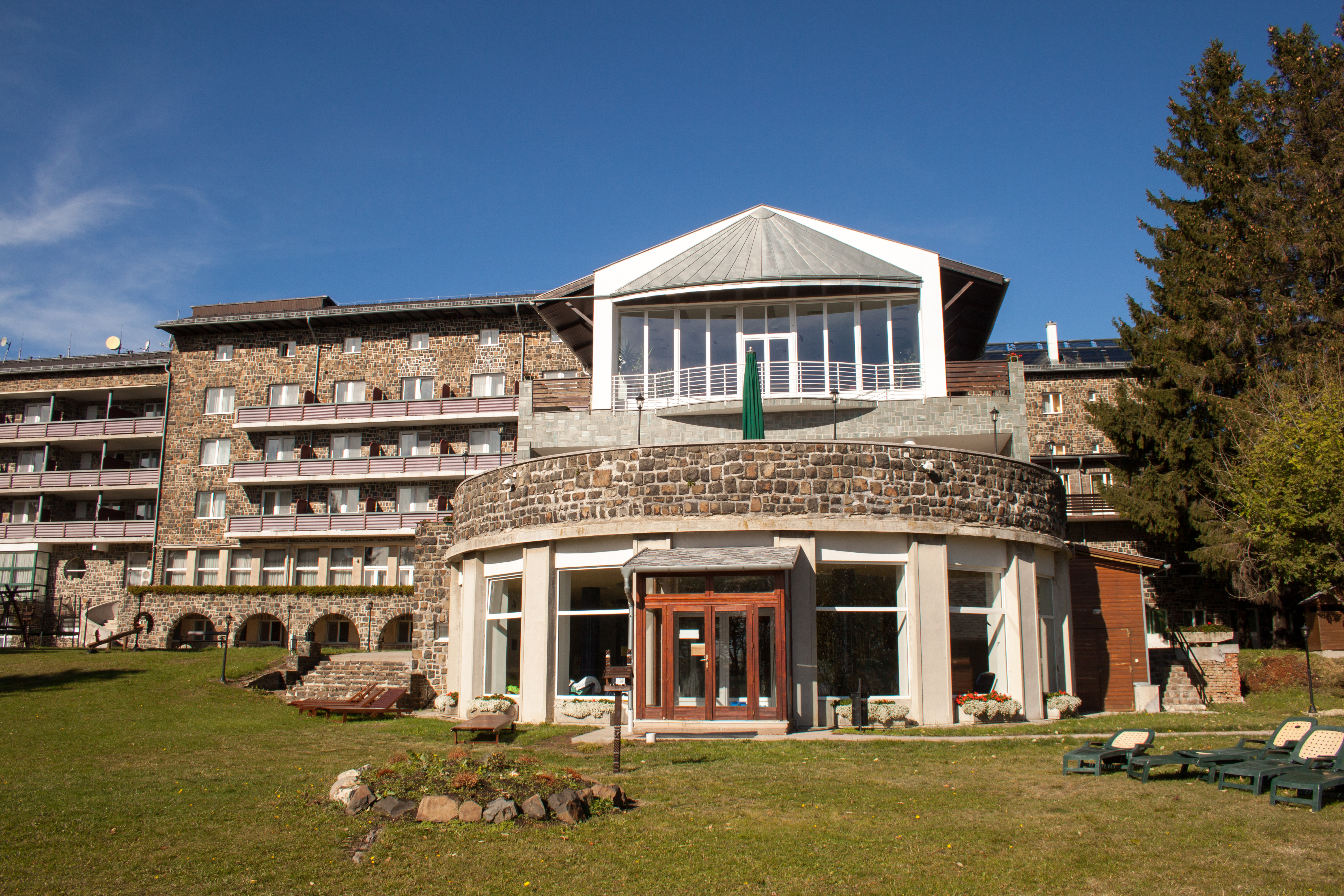
Wellness részleg, felette a konferenciaközpont
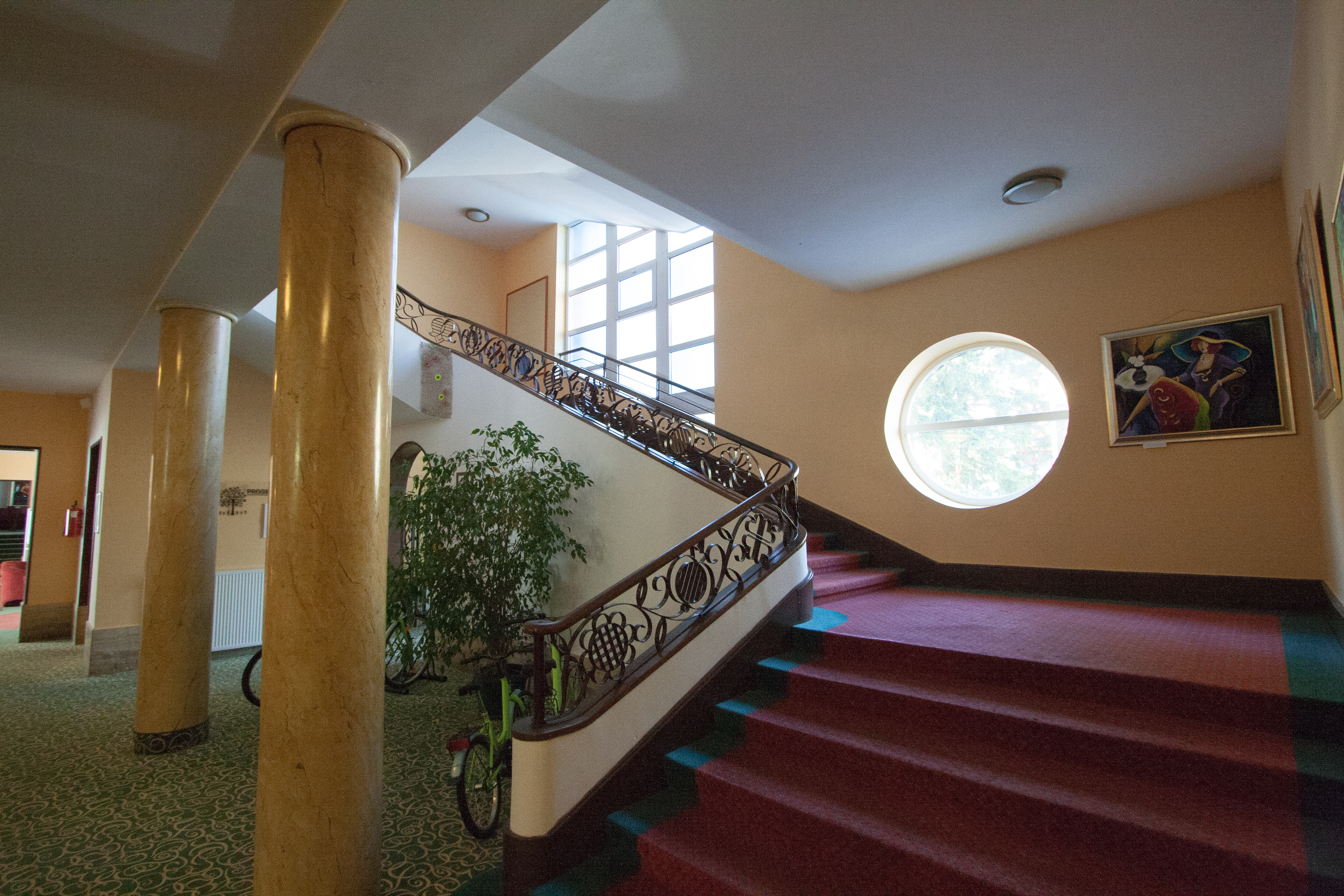
A főlépcső
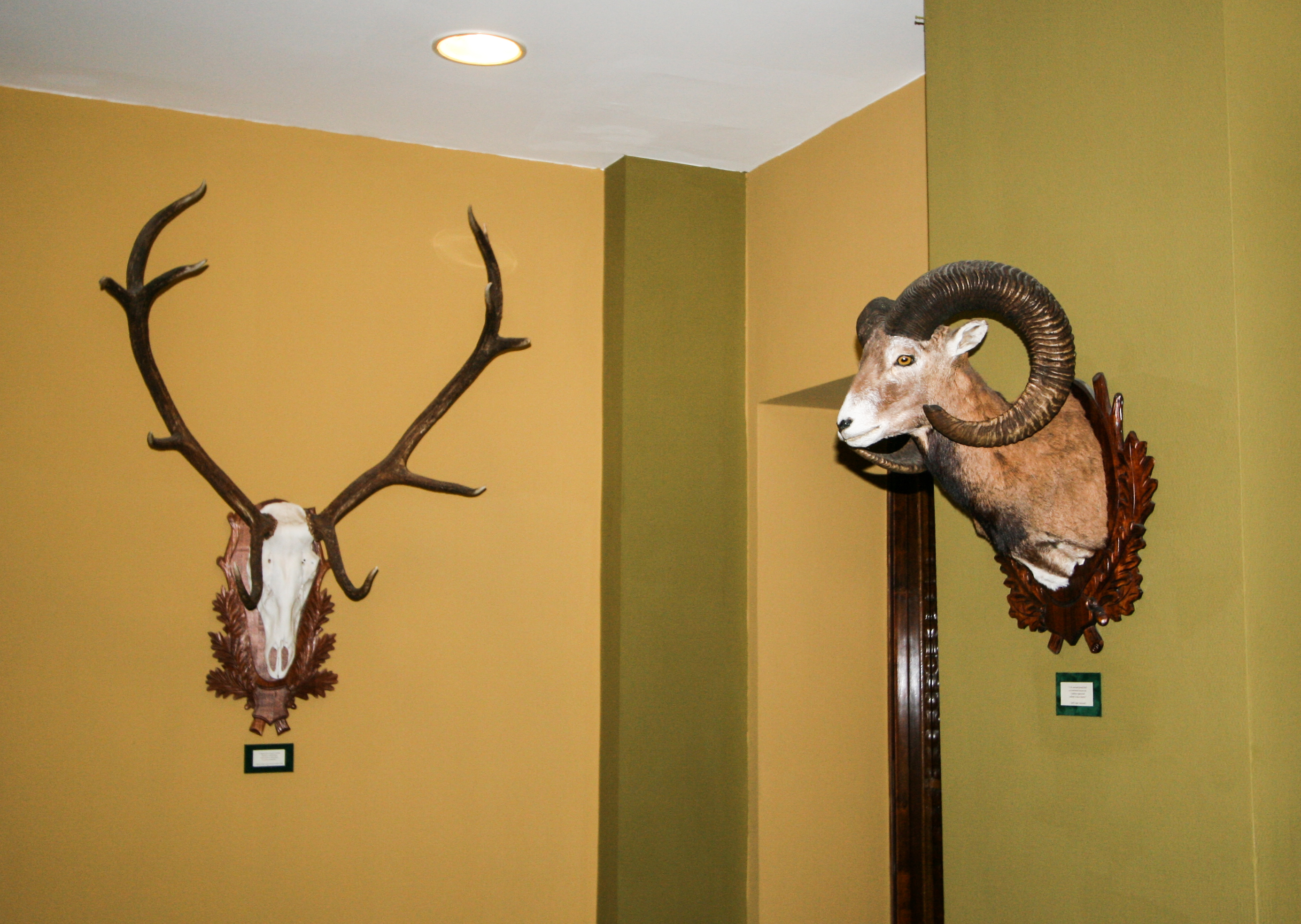
Trófeák az előtérben
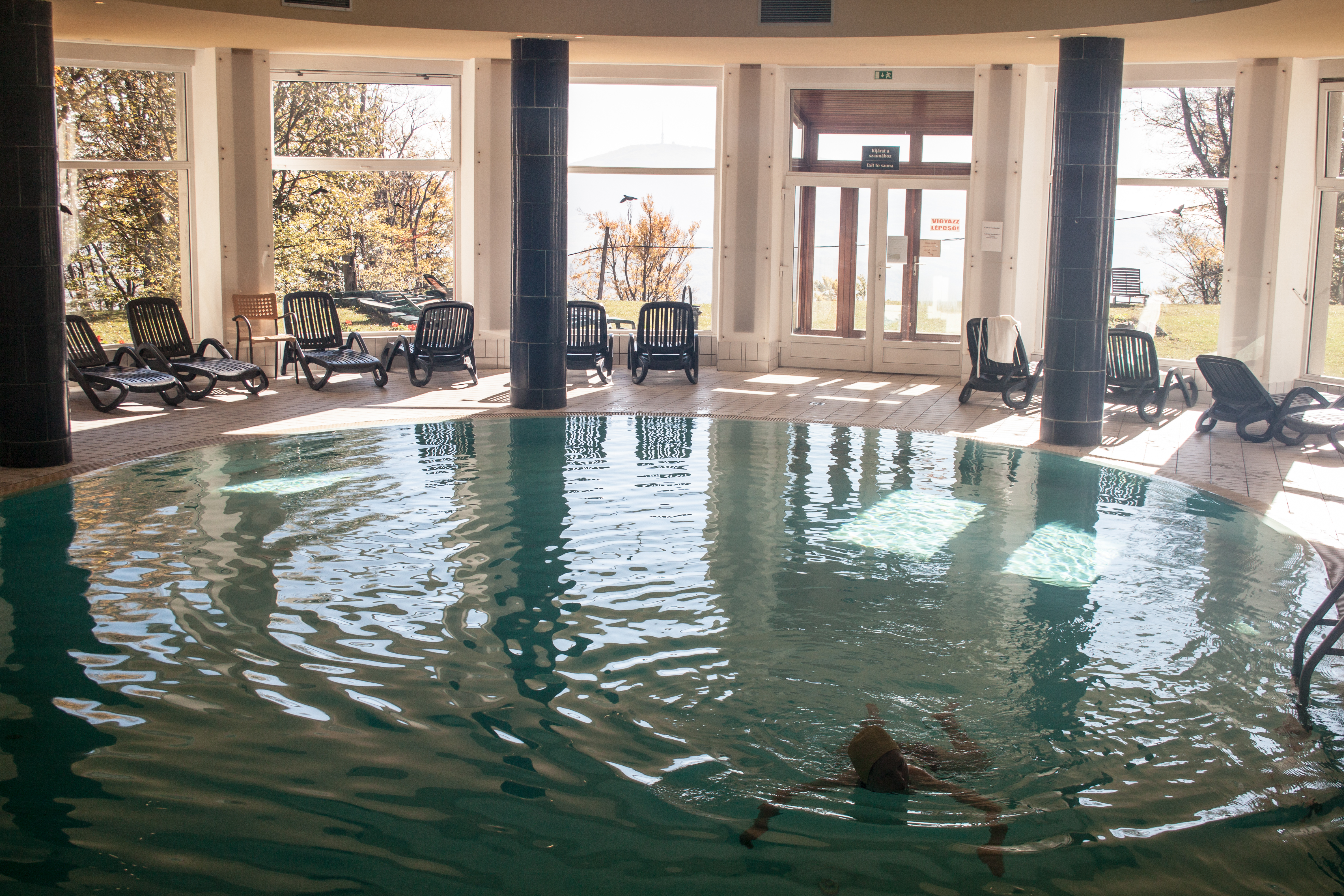
Úszómedence
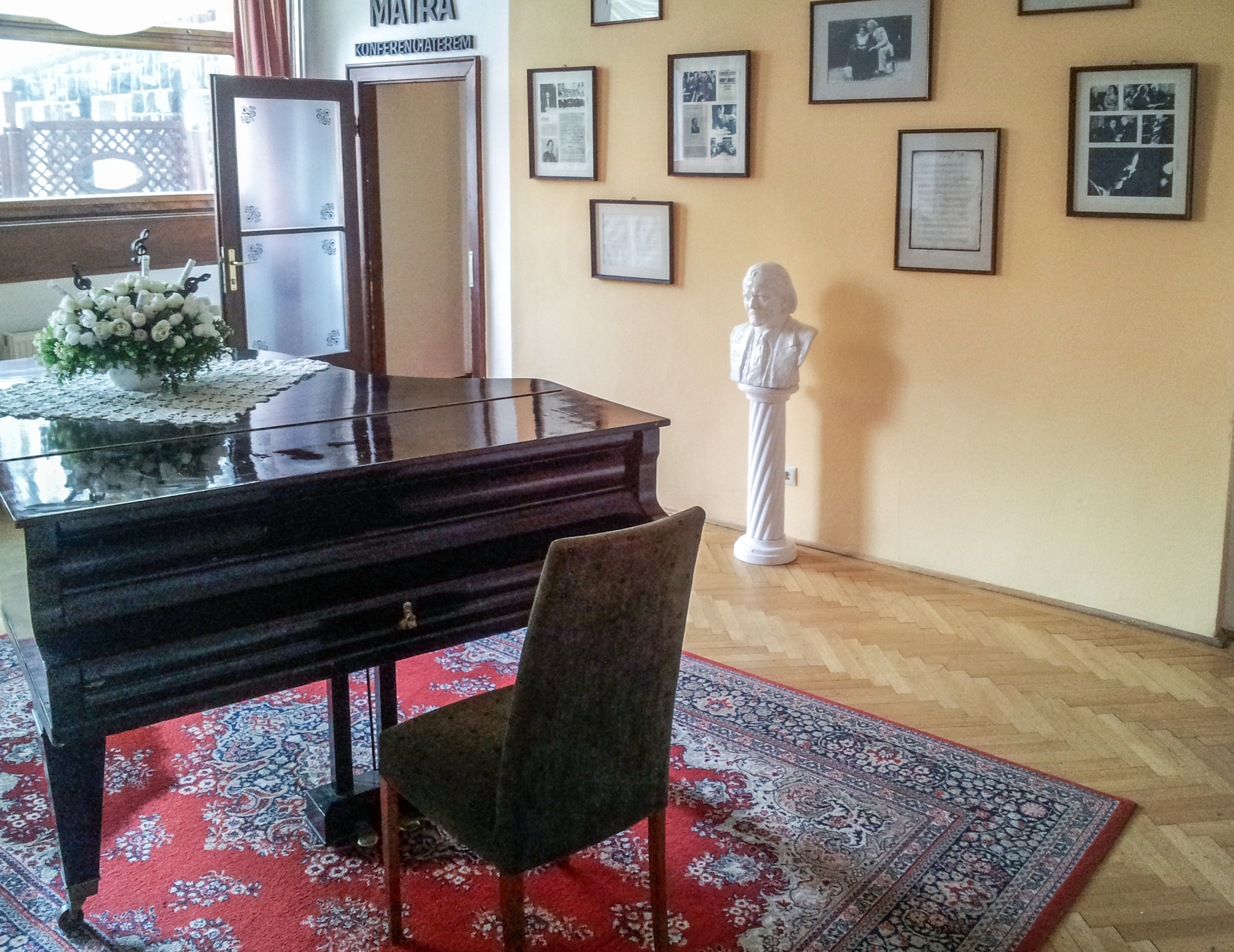
Kodály-emlékszoba
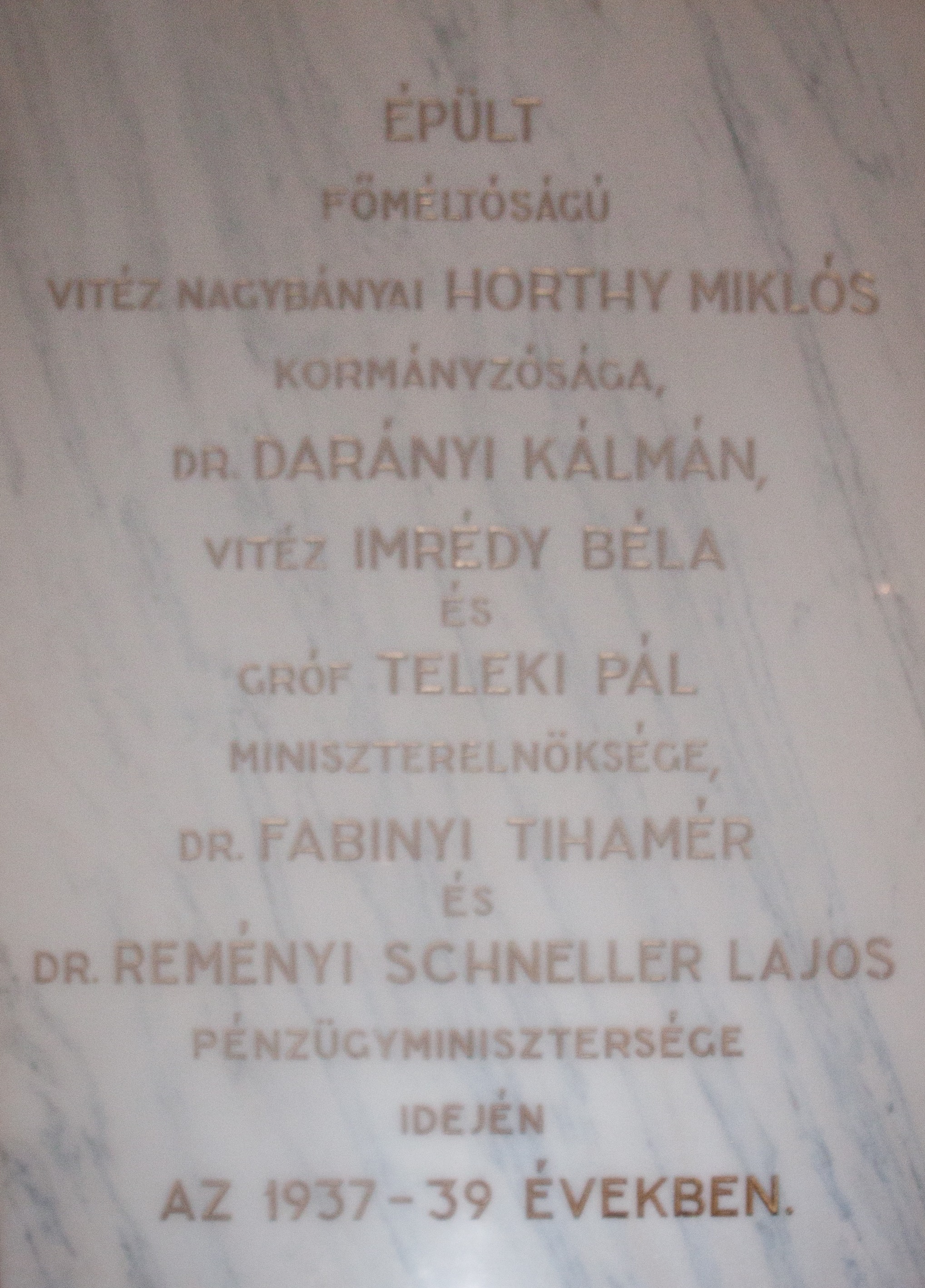
Emléktábla a szálló építéséről